# Хиаломмоз

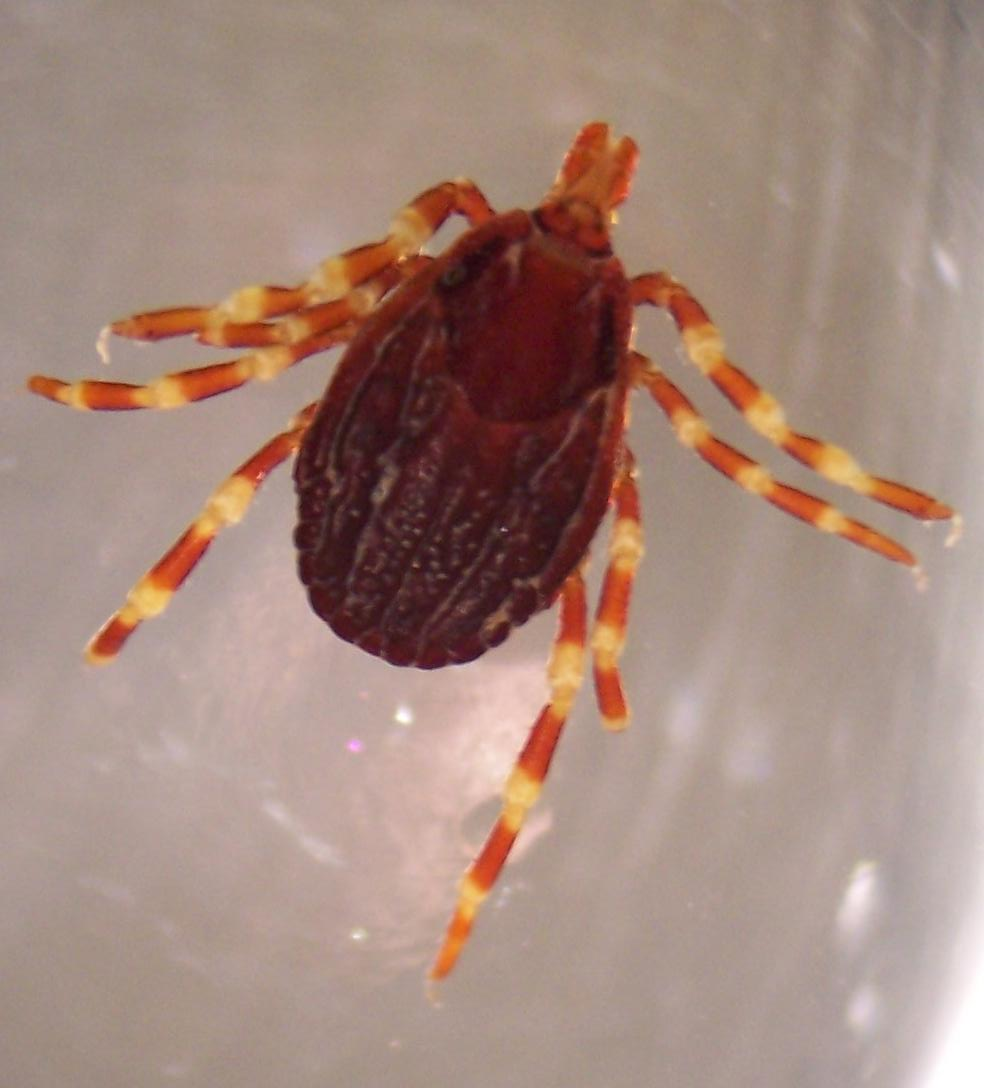
Hyalomma marginatum

Hyalommosis (лат.) — акариаз, вызванный временным эктопаразитизмом клещей рода Hyalomma, характеризующийся поражением кожи.
Возбудители акариаза — кровососущие клещи рода Hyalomma, обитающие в южных районах России, являются переносчиками геморрагической лихорадки Крым-Конго. К клещам вирус попадает при укусе инфицированных домашних или диких животных. Клещей рода отличает повышенная стойкость к акарицидам.
Наиболее часто встречаться вид Hyalomma marginatum, обитающий в степных регионах европейского юга России, в Крыму, Болгарии, побережье Средиземного моря. Играет основную роль в передаче вируса крымской геморрагической лихорадки.
Виды H. anatolicum, H. asiaticum, H. turanicum и H. detritum являются переносчиками геморрагической лихорадки Крым-Конго в Турции и в странах Азии — Иране, Пакистане, Саудовской Аравии.